# Cathay Dragon

Hong Kong Dragon Airlines Limited, (Mandarin:国泰港龙航空) operante come Cathay Dragon e in precedenza come Dragonair, era una compagnia aerea con base a Hong Kong, all'Aeroporto Internazionale Chek Lap Kok, attiva tra il 1985 e il 2020.
Ad agosto 2019 la compagnia raggiungeva 51 destinazioni in 14 stati dell'Asia. La flotta alla chiusura era composta da 35 aerei Airbus suddivisi in Airbus A320-200, Airbus A321 e Airbus A330.
Operava come sussidiaria della compagnia di bandiera di Hong Kong Cathay Pacific, che la ha rilevata nel 2005 facendola entrare nell'alleanza globale Oneworld.
Nel 2010 la compagnia ha operato oltre 138.000 voli, trasportando circa 27 milioni di passeggeri e 1,80 miliardi di kilogrammi di merci e posta.
Il 21 novembre 2016 è avvenuto il cambio di nome da Dragonair a Cathay Dragon.
Il 20 ottobre 2020, Cathay Pacific ha annunciato che Cathay Dragon avrebbe cessato le operazioni di volo con effetto immediato.

## Flotta

### Flotta alla chiusura

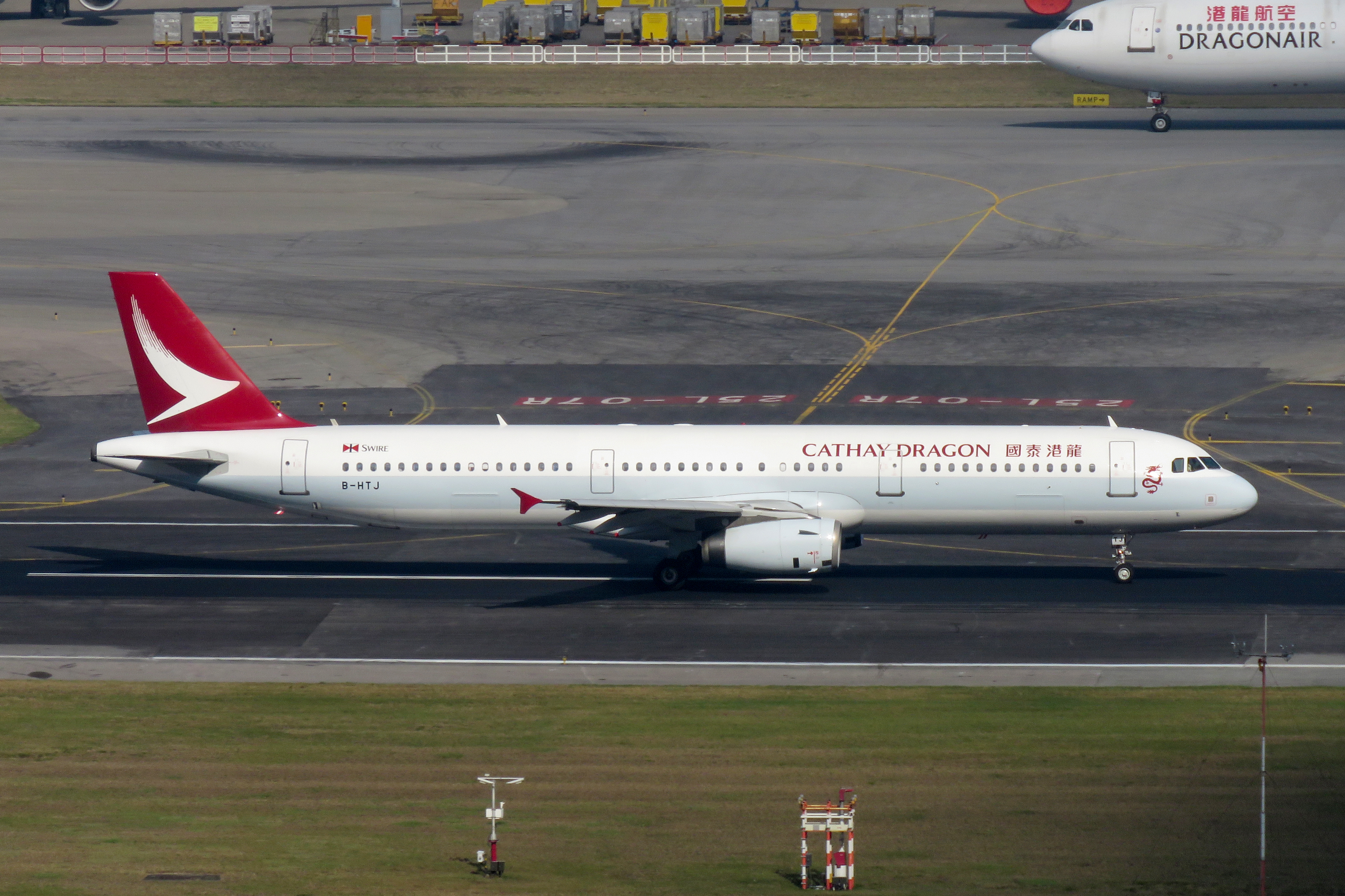
Un Airbus A321.

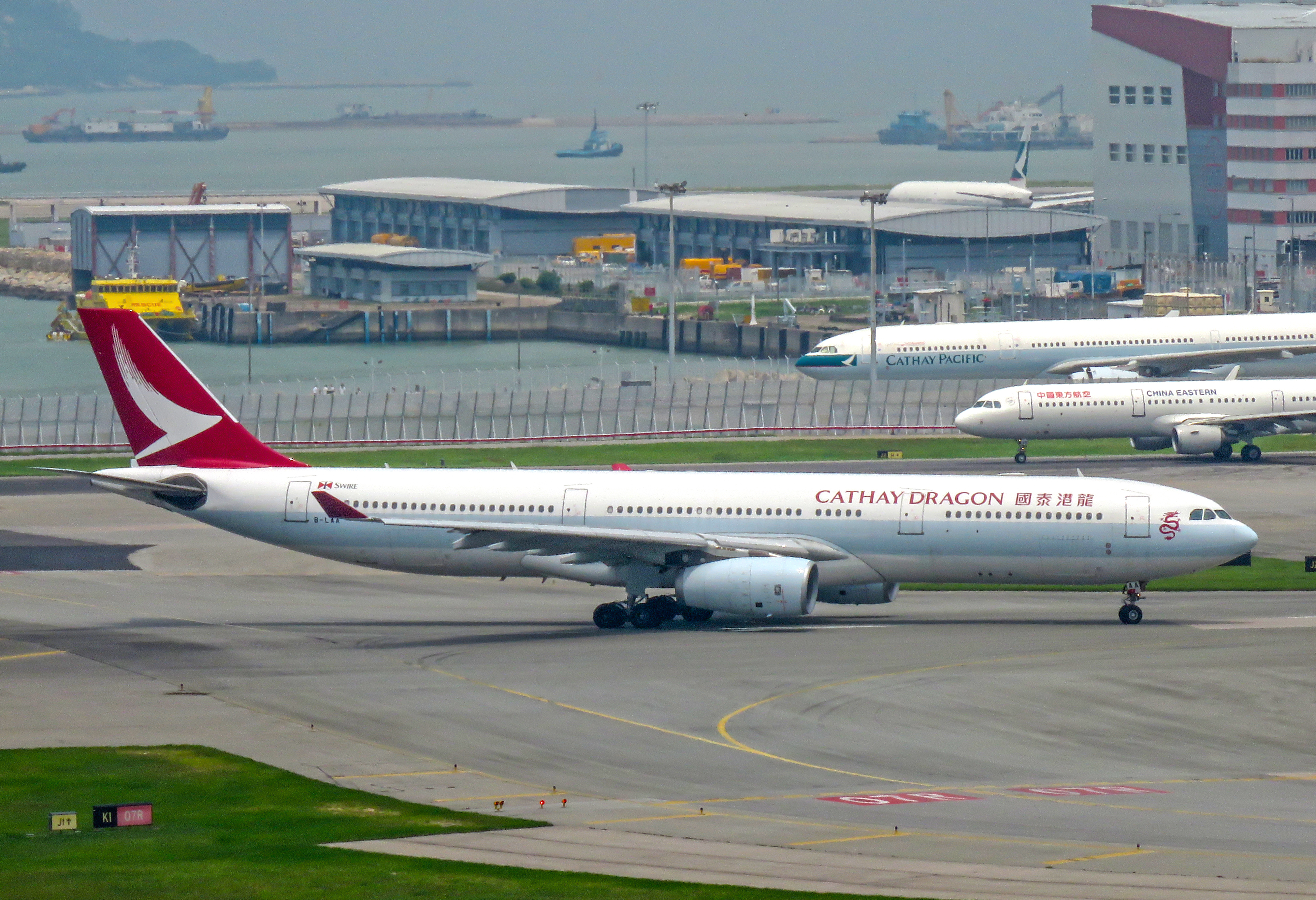
Un Airbus A330-300.

Al momento della chiusura nell'ottobre 2020, Cathay Dragon aveva una flotta composta esclusivamente da aerei passeggeri Airbus.

### Flotta storica

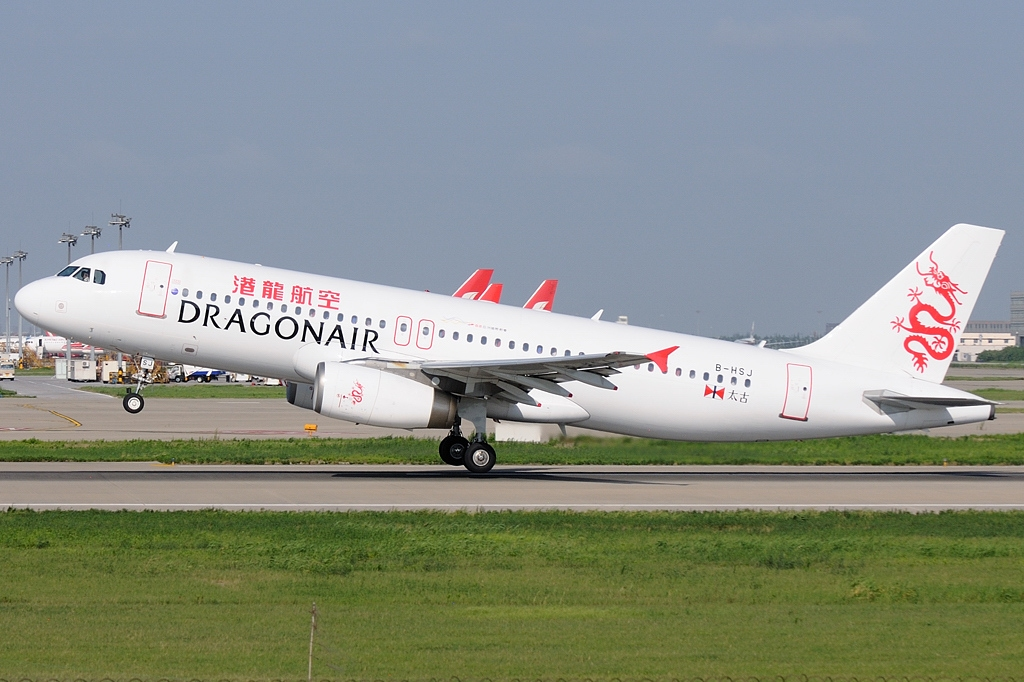
Un Airbus A320-200 in livrea Dragonair.

In totale, nel corso della loro storia Cathay Dragon e Dragonair hanno operato i seguenti aeromobili: